# Jakob Bender
Jakob Bender   (Düsseldorf, 23 de març de 1910 - 8 de febrer de 1981) fou un futbolista alemany. Va formar part de l'equip alemany a la Copa del Món de 1934.
Amb la selecció nacional jugà 9 partits entre 1933 i 1935, en què no marcà cap gol. A nivell de clubs jugà tota la seva carrera, entre 1927 i 1941, amb el Fortuna Düsseldorf, amb qui el 1933 es proclamà campió d'Alemanya, l'únic títol de lliga del club.